# Óscar Abreu
Óscar Abreu (nacido el 6 de marzo de 1978) es un pintor, escultor, personalidad cultural y coleccionista de arte dominicano. Es el creador del concepto Psico-Expresionismo, inspirado en la complejidad de la memoria y la psicología humana y, sobre todo, en el impacto de lo que ocurre a nuestro alrededor en nuestra psique. Abreu es el fundador y director del Centro Abreu. Es reconocido por sus actuaciones en vivo, donde demuestra su talento ante cientos de personas en ferias y eventos muy importantes, especialmente en Estados Unidos, donde reside.

## Primeros años
Sus primeras experiencias con el arte se dieron cuando apenas era un niño y vivía en casa de sus abuelos en el campo. Allí disfrutaba de trazar líneas de forma intuitiva con sus dedos, y a veces usando palos o ramas de los árboles, además creaba figuras con barro en la tierra recién humedecida por la lluvia.
Cuando apenas tenía nueve años su madre se va a trabajar a España y sus
hermanas son enviadas a vivir a un internado religioso en Santo Domingo. Óscar, termina en casa de su madrina en San Juan de la Maguana, República Dominicana. El arte se convirtió en un medio para sobrellevar la soledad que sentía en ese entonces.

Su compromiso con el arte inicia cuando su madre, desde España, busca un nuevo lugar para él, dejándolo bajo la supervisión del profesor Frank Vargas, a quien le pagaban para que le cuidara. La familia Vargas vivía aproximadamente a una cuadra de Bellas Artes, en San Juan de la Maguana. En Bellas Artes, movido por la curiosidad de conocer todas las actividades que se desarrollaban en el local,  conoce al escultor dominicano José Nicolás Jiménez, director de esa escuela.  Allí comienza su educación artística formal.

Abreu continuó desarrollando su arte en un programa especial para estudiantes desecundaria dotados, en la Fundación Marwen de Chicago (1994) y en la Escuela del Instituto de Arte de Chicago al año siguiente (1995).

## Psico-Expresionismo

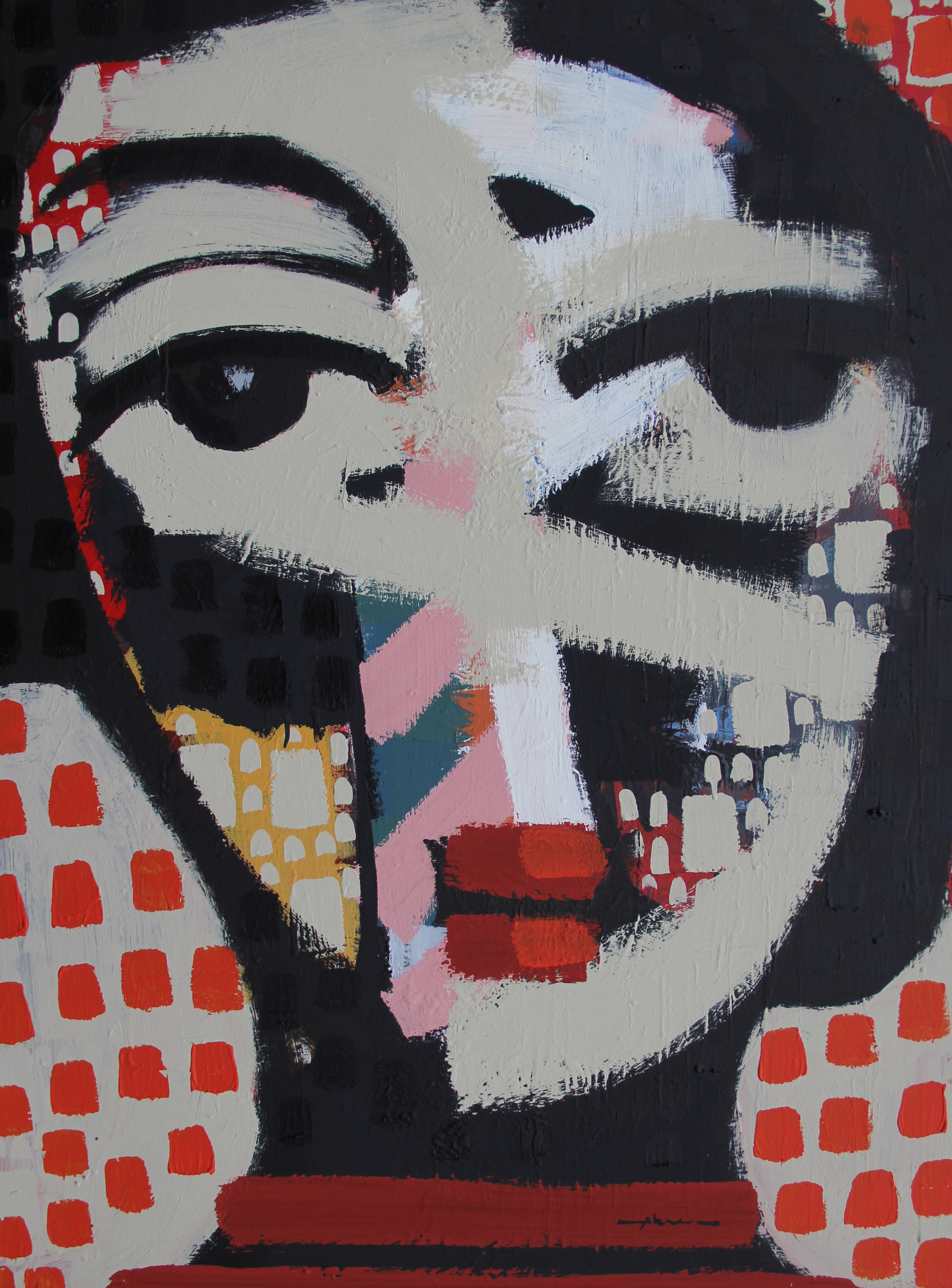
Estudio de la Personlidad, Óscar Abreu

## Surgimiento
Todo surgió por la influencia que tuvo en él un libro de Sigmund Freud que leyó cuando llegó a Chicago en el 1994, cuyo resultado ha sido el éxito de sus obras y la originalidad de sus creaciones. 
A partir de ese entonces su identidad artística se empezó a desarrollar aún más. Además, su vida personal se vio más óptima pues vio en los libros una oportunidad para aprender y disfrutar aún más. Esto lo impulsó a desarrollar más su concepto emergente.

## Significado
Psico-Expresionismo trata de las relaciones causales que caracterizan los estados psicológicos específicos del ser humano, y esto lo representa Abreu en sus creaciones.  Se estructura en un cuadro, que representan la memoria humana, un dibujo que hace referencia a un evento significativo en la vida de la persona, y que en ocasiones se rodea de pequeños cuadros similares que significan otros recuerdos, experiencias, memorias que hacen rutina.  
Cuando se trata de retratos, se intenta expresar la personalidad, una memoria con detalles. En particular, cuando Abreu les coloca rayas quiere indicar que esa persona tuvo diferentes etapas en la vida, que ha pasado por distintas situaciones que le marcaron. Cada capa de color representa alguna actitud, experiencia o momento de la historia de esa persona y pueden ser visibles al artista utilizar la técnica de raspados o arañazos. 
En tanto que, si no existieran cuadros pequeños alrededor de la figura central, quiere decir que la persona apenas está empezando a vivir o conociendo cosas que ignoraba, como es el caso de un niño. 
Además, cuando Abreu coloca solo una raya en un cuadro, dividiéndolo en dos, quiere expresar que se hace referencia a los hemisferios del cerebro humano; al consciente o al inconsciente.  
Estos símbolos que se formulan a través de pinceladas, colores vivos, arañazos y collages representan elementos de la psique humana.

## Premios y reconocimientos
1996: Honorable Mención, por la originalidad la obra, Columbia College, Chicago, Ill. 
Honorable Mención, Chicago Tribune and Scholastic Press Association of Chicago, Ill. 
Honorable Mención, Chicago Association of Hispanic Journalists, Chicago, Ill. 
1995: 1st Lugar en la competencia de arte auspiciado por el Chicagoland Chamber of Commerce, Chicago, Ill.

## Algunas Exposiciones Individuales
2017
"El Origen De La Personalidad" Boutaleb Gallery, New York, N.Y.
"Live Painting Performance" Boutaleb Gallery, New York, N.Y. 
“Live Art Performance” ARTEXPO, New York, N.Y.
2016
"Mi Psico-Expresionismo"  La Galería Nacional de Bellas Artes, Santo Domingo, Rep. Dom.
“Live Art Demonstration” ARTEXPO, New York, N.Y.
“Obras recientes” ARTFORO, New York, NY
2015
“Fenómeno de la Memoria” Miami River Art Fair, Miami, FL.
“Cabezas” ARTEXPO, New York, N.Y.
“Performance” The Malcolm X & Dr. Betty Shabazz Center, New York, N.Y.
“Performance” Mitchell Square Park, New York, N.Y.
2014
“Estructura de la Memoria” Nina Torres Fine Art, Miami, FL.
“Aspectos de la conducta” Miami River Art Fair, Miami, FL.
“Cabezas” ARTEXPO, New York, N.Y.
2009
“Irónicamente absurdo” Aliaza Francesa, Santo Domingo, Rep. Dom.
“Agitación de la memoria” Centro Abreu, Santo Domingo, Rep. Dom.
2006
"Obras reciente," Artforo Centro Cultural, Santo Domingo, Rep. Dom. 
"Detachment of the ego," Marwen Foundation, Chicago, Ill.
2005
"Acontecimiento del Espiritud," Alianza Gallery, New York, N.Y. 
"La forma de la Música" Sofitel, Santo Domingo, R. D. 
"Acontecimiento del Espiritud," Galería Prinardi, Hato Rey, Puerto Rico.
"Conexión Cósmica," Palacio Consistorial, Santiago., República Dominicana.
"Conexión Cósmica," Colegio Dominicanos de artistas plásticos y las Escuela Nacional de Artes Visuales, Santo Domingo, República Dominicana. 
"Gloria de la Independencia" Casa de la Cultura Mestizarte, Chicago, Ill. 
2004
"Huellas: La invención de lo visible," Museo del Hombre Dominicano, Santo Domingo, R.D.
1999
"Mira a través de mis ojos," Casa Dominicana, Chicago, Ill. 
"Resaca de la existencia," Truman Collage, Chicago, Ill.
1997
"Obras recientes," Wells Community Academy, Chicago, Ill.
1996
"El mal de las drogas," Riverside Arts Center, Riverside, Ill. 